# 709 Wschodni Pułk do Zadań Specjalnych
709 Wschodni Pułk do Zadań Specjalnych (niem. Ost-Regiment z.b.V. 709, ros. 709-й восточный полк особого назначения) – kolaboracyjny oddział wojskowy Wehrmachtu złożony z Rosjan podczas II wojny światowej.
Został utworzony pod koniec 1942 r. na bazie rozformowanej Eingreifgruppe "Tietjen". Dowództwo objął płk Kurt Heyser. Składał się z 628 Wschodniego Batalionu, 629 Wschodniego Batalionu i 630 Wschodniego Batalionu, dywizjonu artylerii (bateria dział polowych 76 mm i bateria dział 122 mm) oraz plutonu pancernego złożonego z 7 zdobycznych czołgów T-34. Ochraniały one linie kolejowe na odcinkach Suziemka-Sieredzina-Buda i Suziemka-Nerussa, a także wsie Staraja Pogoszcz, Nowaja Pogoszcz i Sinczury. Zwalczały też partyzantów. W lipcu 1943 r. pododdział pancerny został przekazany niemieckiej 6 Dywizji Pancernej 69 Armii. W tym czasie oddziały pułku przeniesiono do okupowanej Belgii i Francji, gdzie działały samodzielnie.